# Leyden (Nueva York)
Leyden es un pueblo ubicado en el condado de Lewis en el estado estadounidense de Nueva York. En el año 2000 tenía una población de 1,792 habitantes y una densidad poblacional de 21 personas por km².

## Geografía
Leyden se encuentra ubicado en las coordenadas 43°32′49″N 75°21′37″O / 43.54694, -75.36028.

## Demografía
Según la Oficina del Censo en 2000 los ingresos medios por hogar en la localidad eran de $ 29,489 y los ingresos medios por familia eran $33,512. Los hombres tenían unos ingresos medios de $27,424 frente a los $20,250 para las mujeres. La renta per cápita para la localidad era de $14,252. Alrededor del 19% de la población estaban por debajo del umbral de pobreza.